# Petit Torneo 2014 (Catamarca)
El Petit Torneo 2014, organizado por la Liga Catamarqueña de Fútbol. Es un torneo en el que participaron los 4 equipos mejores posicionados en la Tabla Conjunta de la temporada, por sistema de eliminación directa, a un solo juego.
El ganador se clasificó al Torneo Federal C 2015.

## Formato
- Participan 4 equipos
- Se disputa por el sistema de eliminación directa
- Si hay empate en los 90 minutos de juego, se define mediante los penales.
- Los ganadores de semifinales avanzan a la Final.
- El ganador de la Final se consagrará campeón y obtendrá la segunda plaza al Torneo Federal C 2016.

## Equipos participantes
| # | Equipo                                              |
| - | --------------------------------------------------- |
| 1 | Club Atlético Estudiantes de La Tablada             |
| 2 | Club Sportivo Ferrocarriles del Estado de Chumbicha |
| 3 | Club Deportivo Salta Central                        |
| 4 | Club Atlético Sarmiento                             |

## Competición

### Cuadro de desarrollo
|  | Semifinales   | Semifinales   | Semifinales |           |               | Final         | Final | Final |  |
|  |               |               |             |           |               |               |       |       |  |
|  |               |               |             |           |               |               |       |       |  |
|  | Ferrocarriles | Ferrocarriles | 2           |           |               |               |       |       |  |
|  | Ferrocarriles | Ferrocarriles | 2           |           |               |               |       |       |  |
|  | Salta Central | Salta Central | 0           |           |               |               |       |       |  |
|  | Salta Central | Salta Central | 0           |           | Ferrocarriles | Ferrocarriles | 4     |       |  |
|  |               |               |             |           | Ferrocarriles | Ferrocarriles | 4     |       |  |
|  |               |               | Sarmiento   | Sarmiento | 0             |               |       |       |  |
|  | Sarmiento     | Sarmiento     | Sarmiento   | Sarmiento | 0             | 2             |       |       |  |
|  | Sarmiento     | Sarmiento     |             |           |               | 2             |       |       |  |
|  | Estudiantes   | Estudiantes   | 0           |           |               |               |       |       |  |
|  | Estudiantes   | Estudiantes   | 0           |           |               |               |       |       |  |
|  |               |               |             |           |               |               |       |       |  |

### Semifinales
| 31 de octubre, 20:00 | Ferrocarriles                               | 2 - 0   | Salta Central | Malvinas Argentinas, Catamarca |             |
|                      | Víctor Hugo Romero · Maximiliano Villarroel | Reporte |               | Árbitro(s):                    | Árbitro(s): |

| 31 de octubre, 22:00 | Sarmiento                    | 2 - 0   | Estudiantes | Malvinas Argentinas, Catamarca |                         |
|                      | Diego Varas · Gonzalo Castro | Reporte |             | Árbitro(s): Omar Vaquel        | Árbitro(s): Omar Vaquel |

### Final
| 7 de noviembre, 21:00 | Ferrocarriles                                                                       | 4 - 0   | Sarmiento | Malvinas Argentinas, Catamarca |                         |
|                       | Ariel Paredes 11' · Hugo Córdoba 65' · Pablo Morán 79' · Maximiliano Villarroel 84' | Reporte |           | Árbitro(s): Juan Rivero        | Árbitro(s): Juan Rivero |

|                                                               |
| Club Sportivo Ferrocarriles del Estado de Chumbicha 3° título |
| Campeón Petit Torneo 2014                                     |

## Estadísticas

### Goleadores
| Jugador                | Equipo        | Goles |
| ---------------------- | ------------- | ----- |
| Maximiliano Villarroel | Ferrocarriles | 2     |
| Ariel Paredes          | Ferrocarriles | 1     |
| Diego Varas            | Sarmiento     | 1     |
| Gonzalo Castro         | Sarmiento     | 1     |
| Hugo Córdoba           | Ferrocarriles | 1     |
| Pablo Morán            | Ferrocarriles | 1     |
| Víctor Hugo Romero     | Ferrocarriles | 1     |